# 蒙泰加比奥内
蒙泰加比奥内（義大利語：Montegabbione），是意大利特尔尼省的一个市镇。总面积51.21平方公里，人口1241人，人口密度24.2人/平方公里（2009年）。ISTAT代码为055020。